# Tolo
Tolo  este un oraș în Grecia în Prefectura Argolida.